# Cessna 421 Golden Eagle
421 Golden Eagle är en utveckling av Cessna 411 som tvåmotorigt transportflygplan från Cessna. Den största skillnaden mellan varianterna är att 421 har tryckkabin.